# Best Of (Paolo Vallesi)
Best Of è un album del cantante italiano Paolo Vallesi, pubblicato nel 2003 dall'etichetta discografica CGD East West.

## Tracce
1. Disegno libero – 4:14
2. Se – 3:57
3. Un giorno normale – 3:34
4. Non mi tradire (new version) – 4:35
5. La forza della vita (new version) – 4:06
6. Sempre (new version) – 4:09
7. C'è (feat. Mara) – 4:13
8. Le persone inutili (new version) – 4:07
9. Voglio fare l'amore con te (new version) – 4:46
10. Grande (spanish version new mix) (feat. Alejandro Sanz) – 4:57
11. Ridere di te (new version) – 3:45
12. Piramidi di Luna (versione orchestrale) – 4:14
13. Non andare via (new version) – 4:52
14. Veleno (Quiero Morir En Tu Veneno) (feat. Alejandro Sanz) – 3:59
15. Le amiche (new version) – 4:35
16. Stringimi – 4:06

Durata totale: 68:09